# Duttaphrynus himalayanus
Duttaphrynus himalayanus és una especie de gripau de la família dels bufònids. Va ser descrit per Albert Günther com a Bufo melanostictus var. himalayanus el 1864. Va ser reanomenat Bufo himalayanus per George A. Boulenger el 1852. Va ser reclassificat en el gènere Duttaphrynus el 2006.
És un gripau terrestre que viu en altitud, encara que també es pot trobar als boscos perennes dels contraforts. Habita en boscos de muntanya i matolls prop de rierols. També es troba a les proximitats de camps de conreu. Ta capacitat d'adaptar-se a canvis d'hàbitat. Es reprodueix de gener a febrer i de març-abril a mitjans d'agost, depenent de l'altitud.
Se'l capta per menjar. A la Xina és protegida per la llei com animal salvatge terrestres beneficios o d'important valor econòmic.

## Distribució
Extrem nord-oest de Yunnan (Xina), Azad Caixmir (Pakistan), Nepal i Índia (Himanchal Pradesh, Meghalaya, Arunachal Pradesh, Sikkim, Bengala Occidental, Assam i Manipur); Bhutan.